# Loge fémorale antérieure
La loge fémorale antérieure (ou loge antérieure de la cuisse) est la loge musculaire antérieure de la région fémorale.

## Limites
La loge fémorale antérieure est située à l'avant de la cuisse devant le fémur.
Elle est limitée superficiellement par l'aponévrose superficielle fémorale.
Latéralement, elle est limitée par le septum intermusculaire latéral fémoral qui se détache de la face profonde de l'aponévrose superficielle pour s'insérer sur la ligne âpre de haut en bas : sur sa branche latérale de la trifurcation supérieure, sur sa lèvre latérale et sur sa branche latérale de bifurcation inférieure.
Médialement, elle est limitée par le septum intermusculaire médial fémoral qui se détache de la face profonde de l'aponévrose superficielle pour s'insérer sur la lèvre médiale de la ligne âpre.

## Contenu
La loge fémorale antérieure contient trois muscles : le muscle sartorius, le muscle quadriceps fémoral et le muscle articulaire du genou.
Le nerf fémoral et l'artère fémorale sont contenus dans cette loge.

## Aspect clinique
La loge fémorale antérieure peut être affectée par un syndrome des loges.